# Takayuki Nishigaya
Takayuki Nishigaya (jap. 西ヶ谷 隆之, Nishigaya Takayuki; * 12. Mai 1973 in der Präfektur Shizuoka) ist ein ehemaliger japanischer Fußballspieler und -trainer.

## Karriere
Nishigaya erlernte das Fußballspielen in der Schulmannschaft der Shimizu Commercial High School und der Universitätsmannschaft der Universität Tsukuba. Seinen ersten Vertrag unterschrieb er 1996 bei Nagoya Grampus Eight. Der Verein spielte in der höchsten Liga des Landes, der J1 League. 1996 wurde er mit dem Verein Vizemeister der J1 League. Für den Verein absolvierte er 35 Erstligaspiele. 1998 wechselte er zum Ligakonkurrenten Avispa Fukuoka. Für den Verein absolvierte er 25 Erstligaspiele. Danach spielte er bei Verdy Kawasaki (1999), JEF United Ichihara (2000) und Albirex Niigata (2001). Ende 2001 beendete er seine Karriere als Fußballspieler.

## Erfolge
Nagoya Grampus Eight
- J1 League

Vizemeister: 1996